# 김나윤 (가수)
김나윤는 대한민국의 가수이자 작곡가이다.

## 수상
- 2018 제5회 2018년을 빛낸 성인가수 시상식 대한민국 노래지도자 대상
- 2018 한국예술문화단체총연합회 공로상
- 2018 제24회 대한민국 연예예술상 특별 공로 지역 연예예술발전상
- 2016 한국연예예술인총연합회 공로패
- 2016 아산시장 표창패
- 2010 제17회 대한민국 연예예술상 연예예술인 사회봉사상
- 2010 제3회 충남문화예술제 충청남도지사 표창패
- 2010 한국가요강사협회 공로패

## 경력
- 천안시 홍보대사
- 청렴대한민국 아산시위원회 홍보위원
- 한국연예예술인총연합회아산지회 지회장
- 종합예술강사총연합회 회장
- 공감문화예술연구소 대표

## 앨범
- 하늘땅만큼
- 착한 당신
- 오뚜기사랑/개나리순정

## 기타
- 2018 작사, 작곡최정선 - 사랑하며 살자
- 2018 작사, 작곡성유리 - 고마운 사람
- 2017 작사, 작곡신달래 - 무정한님아
- 2017 작사, 작곡조은아 - 눈치없는 세월